# روغن کلزا

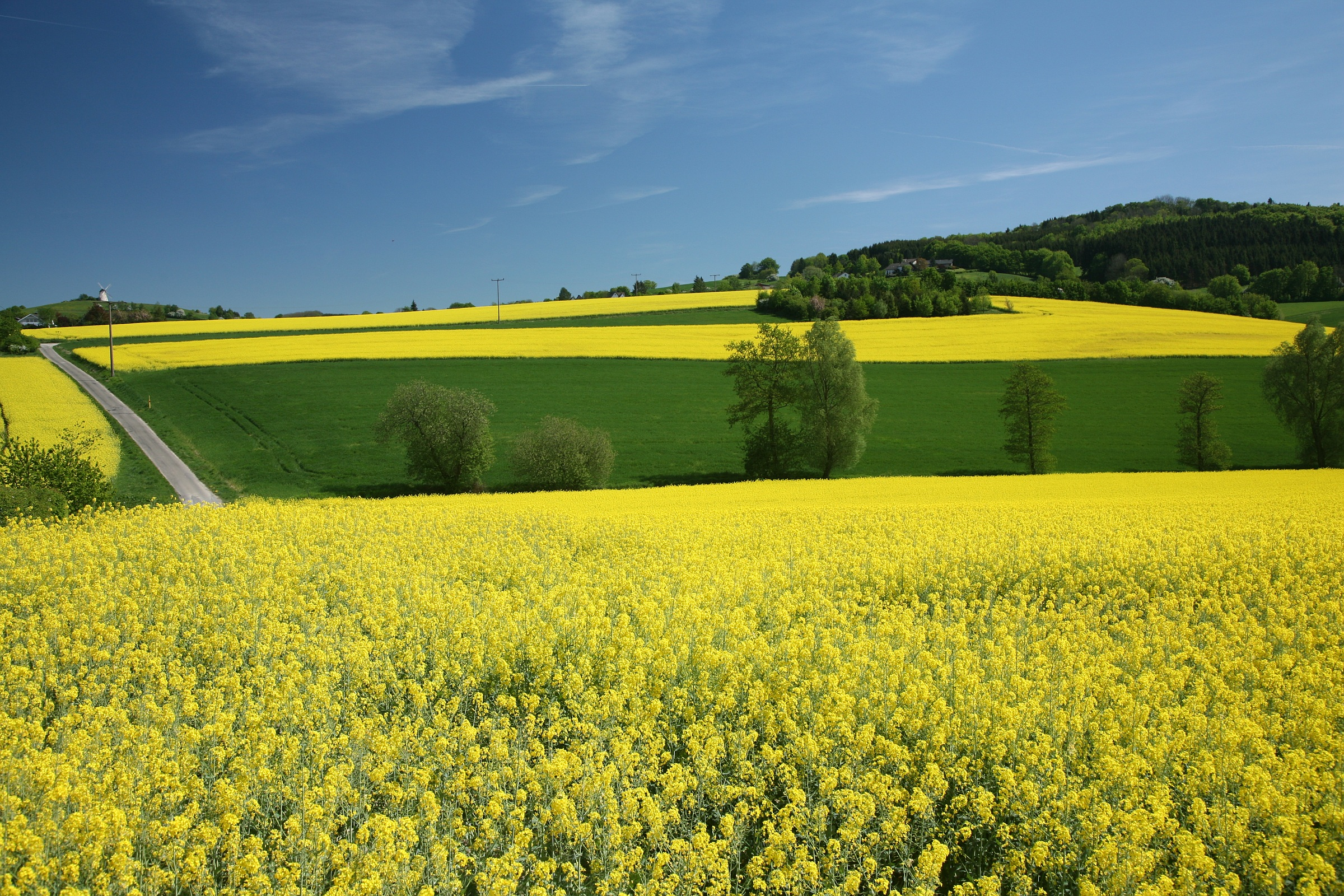
مزرعه کلزا در آلمان

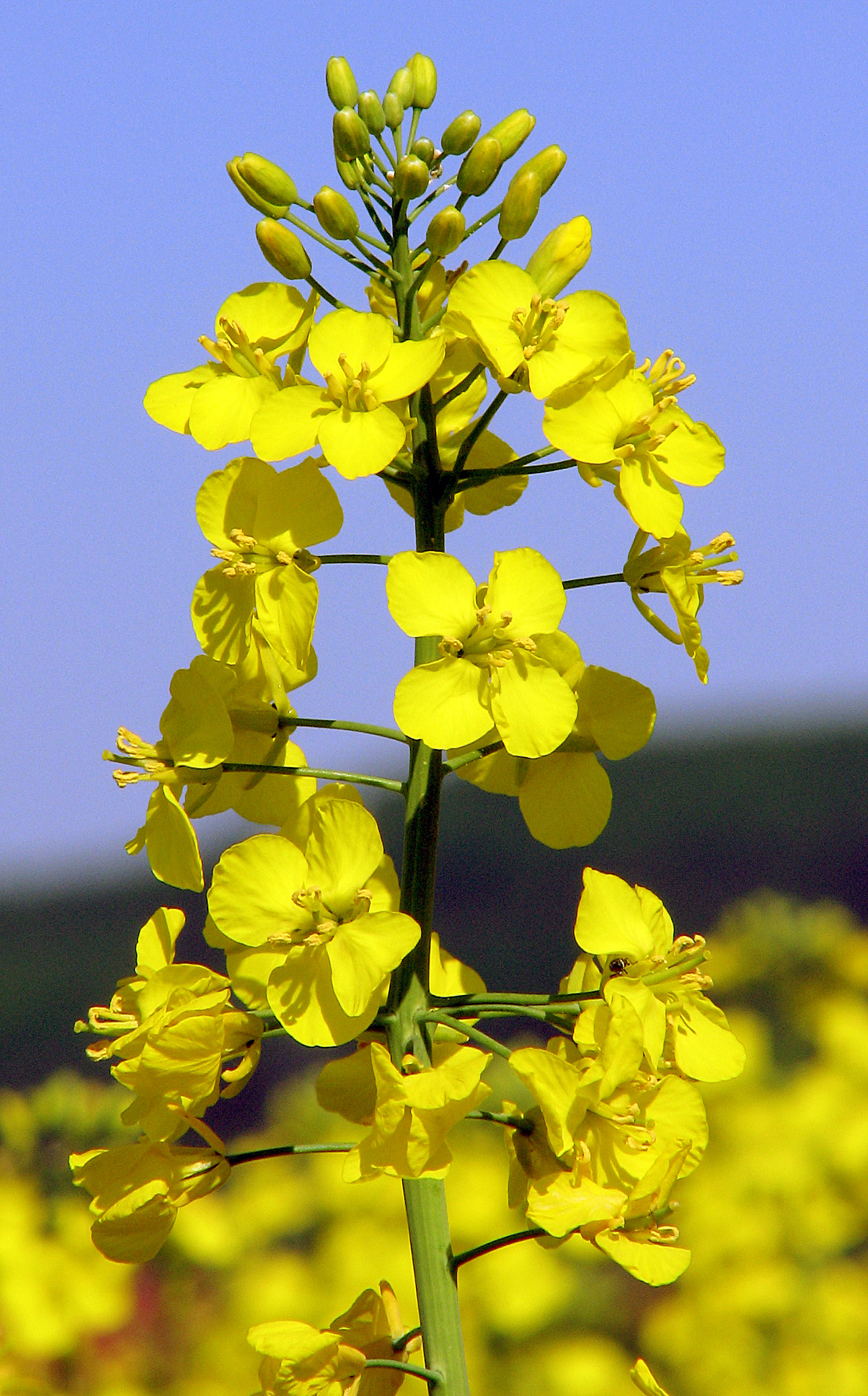
گل کلزا

روغن کُلزا روغنی است که از دانه‌های کلزا به دست می‌آید.
روغن کلزا به دلیل داشتن اسیدهای چرب اشباع نشده و نداشتن کلسترول از کیفیت تغذیه‌ای بالایی برخوردار است و بین ارقام و در شرایط مختلف تنوع زیادی در ترکیب اسیدهای چرب آن مشاهده می‌شود. کلزا به عنوان یکی از گیاهان دانه روغنی مهم در مناطق معتدله و دارای طیف نسبتاً وسیعی از سازگاری اقلیمی است. دانه کلزا دارای ۲۵ تا ۵۵ درصد روغن، ۱۸ تا ۲۴ درصد پروتئین و ۱۲ تا ۲۰ درصد پوست است.کلزاهایی که از آنها روغن استخراج می‌شود را کانولا می‌نامند.
برخی از انواع کلزا که در گروه کانولا قرار دارند دارای کمتر از ۳۰ میکرومول گلوکوزینولات در هر گرم کنجاله بوده و روغن دانه آنها دارای مقدار زیادی اسیدهای چرب غیر اشباع و حدود ۲ درصد یا کمتر دارای اسید اروسیک می‌باشند و روغن آنها به صورت خوراکی مصرف می‌شود.

## تاریخچه
به علت میزان روغن موجود در دانه‌های گیاه کلزا، این گیاه برای سده‌های پی در پی کشت می‌شود. محل رویش این گیاه در ابتدا در کرانهٔ شرقی دریای مدیترانه بوده است گرچه استفاده از آن سابقه‌ای بسیار طولانی دارد. شواهدی موجود است که این گیاه و روغن آن، در ۲۰۰۰ سال پیش از میلاد مسیح در هند استفاده می‌شده است. در اروپای میانه این گیاه از قرن چهاردهم کشت می‌شود. از قرن هفدهم میلادی، این گیاه در مقیاس‌های بزرگ در اروپا کشت می‌شود.

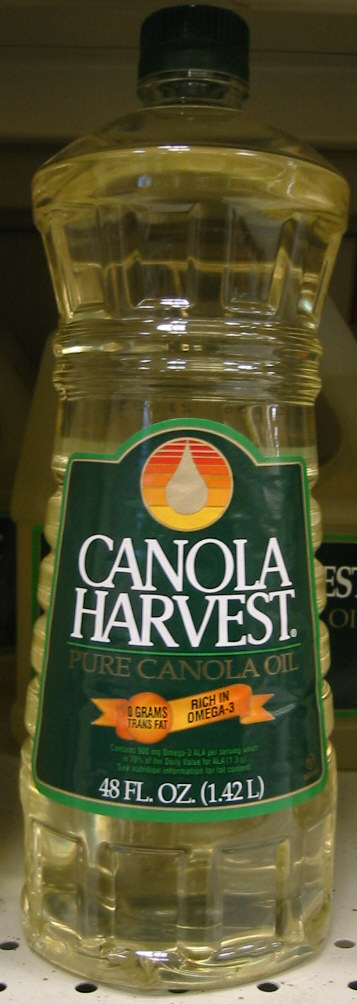
روغن کانولا

روغن کانولا یا کلزا(به انگلیسی:Canola oil  ) نوعی روغن گیاهی است. این روغن از گونه ای از کلزا استخراج می‌شود که دارای اروسیک اسید پایین است. دانه کلزا دارای ۲۵ الی ۵۵ درصد روغن، ۱۸ تا ۲۴ درصد پروتئین و ۱۲ تا ۲۰ درصد پوست است روغن کانولا (روغن گیاهی به همین نام که در کانادا می‌روید) به عنوان یک روغن خوراکی (کانولا اویل) است که از کاشت گونه‌های مختلف بذر در زمین‌های مخصوص کاشت دانه‌های روغنی تولید می‌شود، شناخته می‌شود.بیش از ۹۰ درصد روغن‌های کانولا که برای مصرف خوراکی در سطح دنیا استفاده می‌شوند، دستکاری ژنتیکی شده‌اند. هرچند مضر بودن مواد غذایی دستکاری ژنتیکی شده ثابت نشده است، این نوع روغن به صورت گسترده به عنوان جایگزین سوخت دیزل همراه با روان‌کننده‌ها مانند لاستیک تولید و استفاده می‌شود. بسیاری از اجزای این روغن در دسته غیر خوراکی تقسیم‌بندی می‌شوند، اما این بدان معنی نیست که مضر هستند.
زمین‌هایی که این دانه‌ها در آن‌ها کشت می‌شود، معمولاً شامل دو نوع اصلی هستند: دانه ریپ (که عمدتاً برای مصارف خوراکی است) و زمین‌هایی که مخصوص کشت خردل بوده‌اند (که از آن‌ها با نام کشتزارهای مخصوص دانه شلغم روغنی نیز نام برده می‌شود). استفاده از این نوع روغن امری طبیعی و معمول بوده و تا به حال زیان یا آسیبی برای سلامت انسان یا جانوران (حیوانات) گزارش نشده است.
این روغن همچنین به عنوان مرجعی از بیودیزل (زیست دیزلی) نیز استفاده شده و کاربرد دارد. روغن کانولا برای نخستین بار در اوایل سال ۱۹۷۰ توسط Keith Downy و Balder R. Steffanson به‌طور کاملاً طبیعی به وسیلهٔ دانه ریپ در دانشگاه Manitoba کانادا، کشت و پرورش داده شد. این روغن علاوه بر دارا بودن مقدار کمتر اسید ایروسیس، دارای شاخصه‌های غذایی متفاوتی نیز بود. در مجامع بین‌المللی کانولا عموماً به نام دانه ریپ OO یا دبل زیرو ریپ (Double Zero Rapeseed) شناخته می‌شود. این دو صفر موجود در نام این روغن به منظور اشاره به مقدار بسیار پایین اسید ایروسیس و گلوکز تعبیه شده‌اند.
علاوه بر تفاوت در گونه‌های سنتی و مرسوم Rapa و Napus، پیوند زدن گونه‌های مختلف نوع خاصی از شلغم با گونه‌های خاصی از خردل، باعث به وجود آمدن گونه خاصی از روغن کانولا با اسید ایروسیس و گلوکز کمتر شد. این امر منجر به اخذ گواهی LEAR (برای کاهش مقدار اسید ایروسیس) به عنوان استاندارد مواد غذایی شد. در نتیجه، روغن کانولا به عنوان روغنی مناسب و بی‌خطر برای مصرف انسان در نظر گرفته می‌شود.
روغن کانولا به دلیل ویژگی‌های خاص خود، از جمله نقطه دود بالا و طعم خنثی، به‌عنوان یکی از روغن‌های مورد علاقه در آشپزی و تهیه غذاهای مختلف شناخته می‌شود. همچنین، این روغن دارای مقادیر بالایی از اسیدهای چرب غیر اشباع است که برای سلامت قلب و عروق مفید هستند. مطالعات نشان داده‌اند که مصرف روغن کانولا می‌تواند به کاهش سطح کلسترول بد (LDL) و افزایش کلسترول خوب (HDL) کمک کند، که این امر خود به کاهش خطر ابتلا به بیماری‌های قلبی عروقی منجر می‌شود.
به طور کلی، روغن کانولا یکی از روغن‌های گیاهی است که با توجه به مزایای فراوان خود، جایگاه ویژه‌ای در صنایع غذایی و دیگر صنایع پیدا کرده است. مصرف این روغن به دلیل خواص غذایی و بهداشتی بالا و همچنین کاربردهای گسترده در صنایع مختلف، به عنوان یک گزینه مطمئن و سالم توصیه می‌شود.

## اتی میو لوژی (ریشه‌شناسی)
کلمه کانولا توسط هیئت اتحادیه دانه ریپ کانادا در سال ۱۹۷۰ انتخاب شد. کلمه Canola قسمت can آن از آغاز کلمه کانادا Canada گرفته شده و ola به کلمه oil به معنای روغن ارجاع داده می‌شود.
هرچند مراجع بسیاری شامل فرهنگ‌های لغت همچنان در تلاش هستند تا اثبات کنند که این کلمه Canola به این شکل تعبیر می‌شود Can (Canada) + o(il) + a(acid) (روغن کم اسید کانادایی) این فرهنگ‌ها شامل The American heritage dictionary of the English language و
Random House Kernerman Webster's College Dictionary هستند.
این اسم تا حدود جانب دارانه‌ ای به منظور جلوگیری از ایجاد سوء برداشت از معنای منفی تلویحی کلمه rape (به معنای تجاوز)، انتخاب شده‌ است.

## تاریخچه

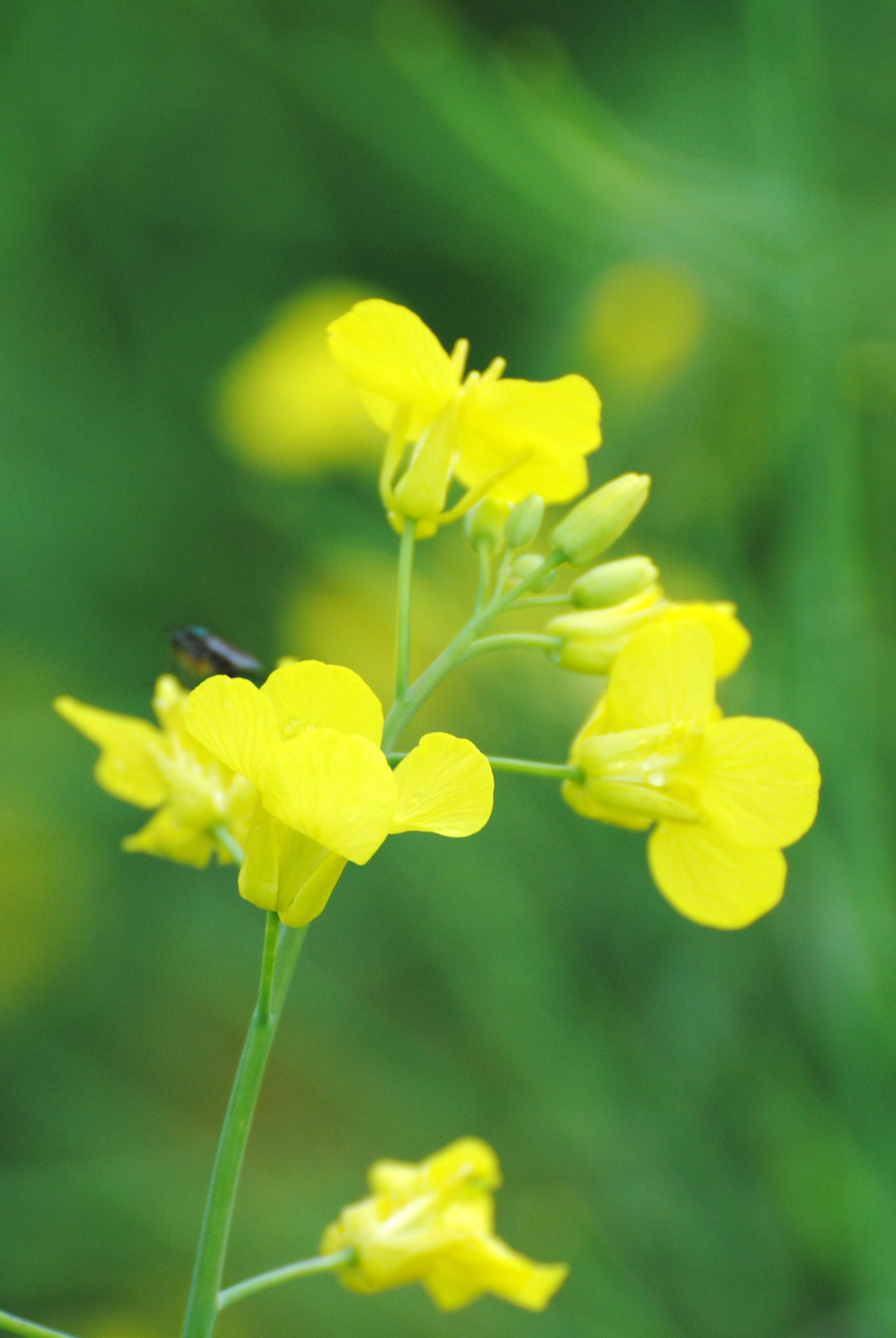
باز شدن غنچه

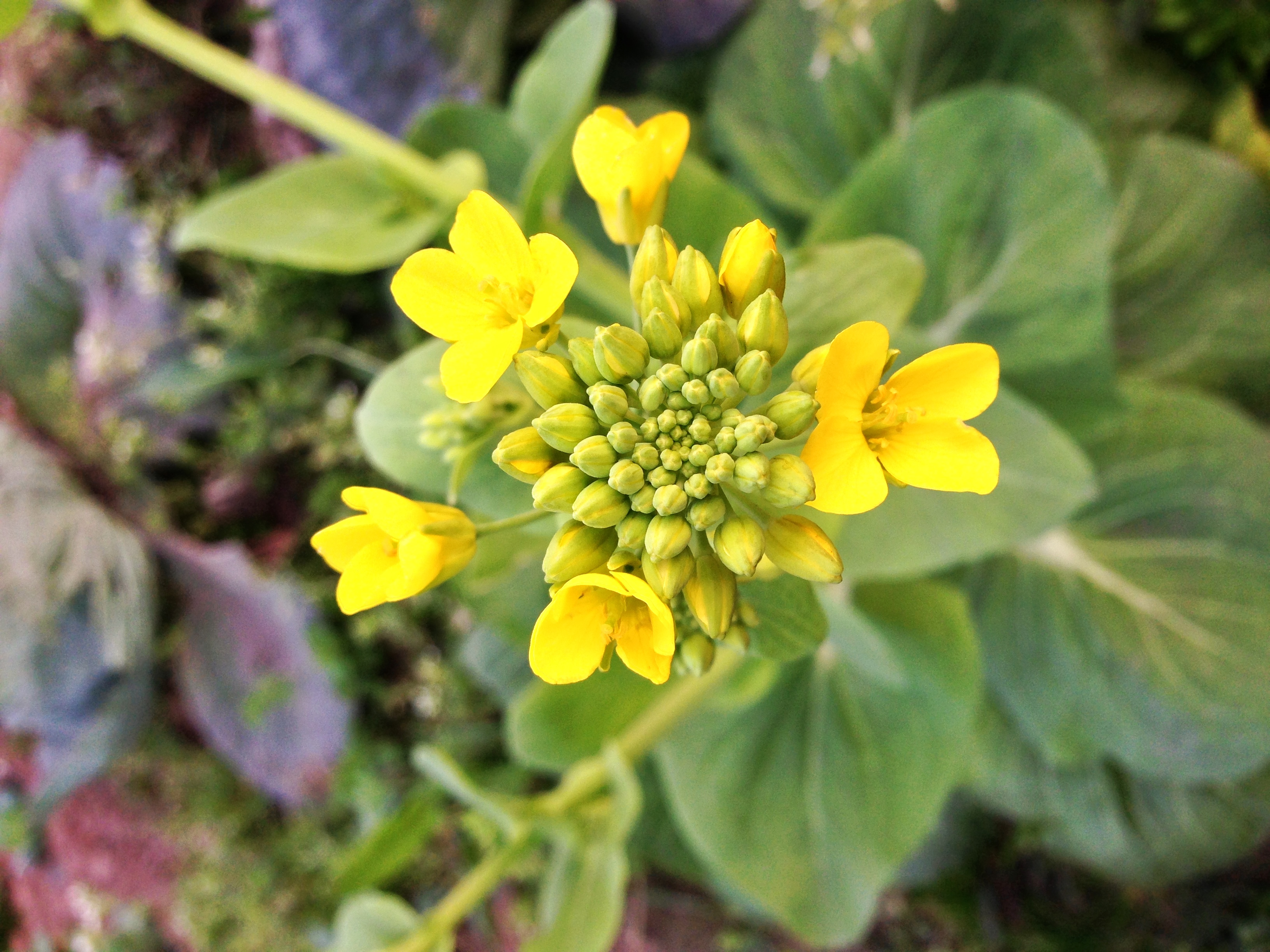
گل کانولا

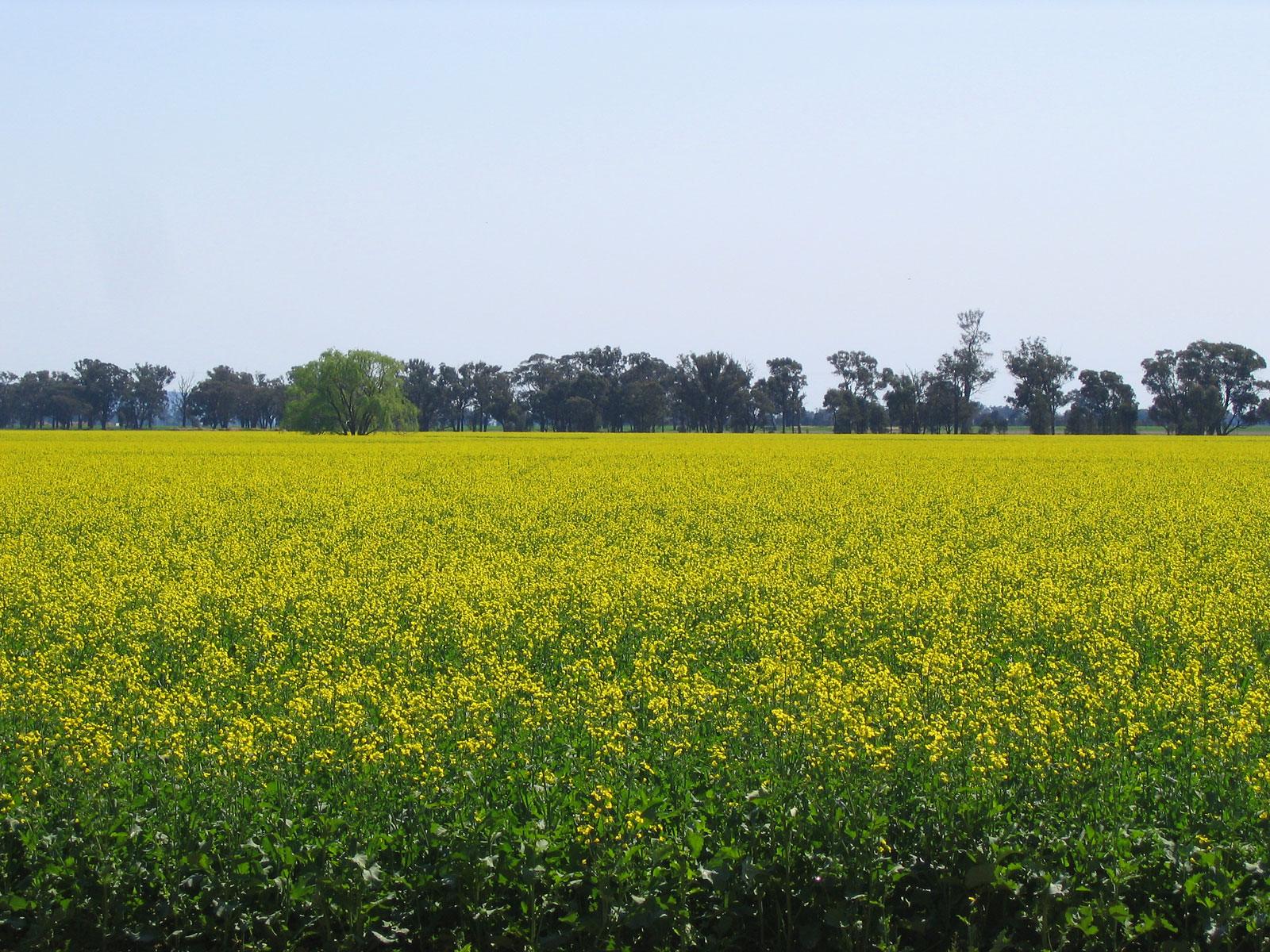
مزرعه کانولا در استرالیا

کانولا توسط پرورش زمین‌های (کشتزار های) دانه ریپ، دانه روغنی که در تمدن باستان از آن به عنوان مرجع تامین سوخت استفاده می‌کردند، گسترش پیدا کرد. کلمه rape در اصطلاح rapeseed از کلمه لاتین rapum بمعنای گیاه شلغم، برگرفته شده‌است.
تورنیپ (نوعی از گیاه شلغم)، روتاباگا (نوعی از گیاه شلغم)، کبِیج (برگ کلم)، کلم بروکسل (بروکلی)، خردل و دیگر گیاهان، وابسته به دو نوع مختلف از کانولا است که عموماً می‌رویند.
این دو نوع گونه‌هایی از brassica napus و brassica rapa هستند. علت تغییر این نام‌ها به کانولا به خاطر متمایز کردن آن از دانه روغنی ریپ طبیعی است که به مراتب اجزاء اسید ایراسیس بیشتری دارد.
گونه‌های دانه‌های روغنی brassica یکی از قدیمی‌ترین گونه‌های دانه روغنی است که توسط بشر کشت شده‌است، با مدارکی مستند از کشت آن‌ها در هند در ۶۰۰۰ سال قبل و همچنین در چین و ژاپن در ۲۰۰۰ سال قبل و همچنین استفاده از آن‌ها در اروپا شمالی برای چراغ‌های نفتی (چراغ‌های نفت سوز) در قرن ۱۳ نیز مستند است.
استفاده از آن تا زمان توسعه و گسترش نیروی بخار محدود شده بود زمانی‌که مکانیک‌ها دانه روغنی ریپ پایدار در آب را پیدا کردند این کشف بهتر از هر نوع روغن یا گریسی برای سطوح فلزات کاربرد داشت.
جنگ جهانی دوم شاهد تقاضای بالای روغن به عنوان گریس به علت افزایش تولید تعداد موتورهای بخار در ناوهای جنگی و کشتی‌های تجاری، بود. پس از جنگ جهانی دوم منابع دانه‌های روغنی ریپ اروپا و آسیا با کمبود جدی مواجه شد و در اینجا بود که کانادا آغاز به توسعه محدودیت‌های تولید دانه روغنی ریپ کرد. پس از جنگ تقاضا به شدت کاهش یافت و در نتیجه کشاورزان به دنبال راه‌های دیگر استفاده از کشتزارها و تولید محصولات دیگر، رفتند. عصاره‌های دانه‌های روغنی ریپ برای اولین بار در سال ۱۹۵۶ تا ۱۹۵۷ به عنوان یک ماده غذایی در فروشگاه‌ها و مارکت‌ها قرار داده شد. اما این عصاره‌ها دچار خصوصیت‌های غیرقابل قبولی بودند. روغن دانه ریپ مزه و طعمی خاص و منحصر به فرد و همچنین رنگ مایل به سبز ناخوشایندی داشت که این مشکلات حاکی از وجود کلروفیل (نوعی سبزینه) در این ماده بود و این ماده همچنین شامل وجود و تراکم درصد زیادی از اسید ایراسیس نیز می‌شد.
تحقیقات انجام شده روی حیوانات حاکی از آن بود که استفاده از اسید ایراسیس در مقیاس زیاد می‌تواند منجر به آسیب رساندن به قلب شود. هرچند با این وجود محققان هندی شواهدی را ارائه کردند که نتایج آزمایش قبلی و پیامدهای آن را زیر سؤال برده و اشاره به این موضوع دارد که مصرف خردل و دانه‌های روغنی ریپ کلاً خطرناک است. حتی غذاهای فرآوری شده از کشتزارهای دانه‌های روغنی ریپ نیز به خصوص برای حیوانات مناسب نبود. چراکه شامل درصد بالایی از طعم‌های ترکیبی نامطلوب به نام گلوکوزینولیت، می‌شود.
روغن کانولا برای اولین بار در سال ۱۹۷۰ توسط Keith downy و Balder R. steffanson به‌طور کاملاً طبیعی به وسیلهٔ دانه روغنی ریپ در دانشگاه Manitoba کانادا کشت و پرورش داده شد که علاوه بر اسید ایراسیس کمتر ارزش غذایی بیشتری نیز داشت. یک گونه توسعه یافته در سال ۱۹۹۸ به عنوان مقاومترین گونه روغن کانولا حاصل از دانه روغنی ریپ در مقابل آفات و بی آبی در نظر گرفته می‌شود. گونه ذکر شده و دیگر گونه‌های جدید با استفاده از مهندسی ژنتیک تولید شده‌اند. 
در سال ۲۰۱۱ .۲۶درصد از هر هکتار کانولای کاشته شده، به‌طور ژنتیکی دچار تغییر و جهش ژنتیکی شدند و باعث به وجود آمدن روغن کانولای بیوتکنولوژی شدند.
کانولا در اصل یک برند تجاری بود اما اکنون یک اصلاح ژنتیکی برای گونه های خوراکی دانه‌های روغنی کانولا در شمال آمریکا و استرالیا می‌باشد. در کشور کانادا تعریف رسمی و دقیق از کانولا در قانون و مقررات کانادا تدوین و تنظیم شده‌است.

## تولید و تجارت
دانه‌های روغنی ریپ یک بار در کانادا به عنوان یک محصول و یک کشت کاملاً تخصصی در نظر گرفته شده‌اند اما روغن کانولا اکنون یک کشتزار پول (منبع درآمد عالی) برای آمریکا شده‌است. کشورهای کانادا و آمریکا سالانه بین ۷ الی ۱۰ میلیون تن از بذر کانولا را تولید می‌کنند. متوسط سالانه صادرات این محصول از کانادا شامل ۳ تا ۴ میلیون تن از بذر این محصول، ۸۰۰ هزار تن از روغن کانولا و ۱ میلیون تن از (آرد، بلغور یا خوراک) کانولا می‌باشد.
گونه GM روغن کانولا ممکن است بخاطر عدم تأیید صلاحیت GMOها از سوی دستگاه قضا، رشد و گسترش پیدا نکرده باشد. در محدوده آمریکا و قلمرو ایالات متحده ۹۰ درصد از کشتزارهای کانولا در شمال داکوتا گسترش و رشد پیدا کرده‌است.
دانه‌های روغنی ریپ بالاترین نرخ تولید روغن را در کشتزارهای آمریکا دارد یکی از محققان دانشگاه اورگن ثابت کرد که رشد زمستانه بذر کانولا پیوندی در مرکز ایالت Oregon امکان‌پذیر به نظر می‌رسد.
هرچند این ایالت رشد و کاشت این بذر را در مناطق Deschutes, Jefferson, Crook ممنوع اعلام کرده‌است به این علت که ممکن است منجر به جذب زنبورها از دیگر مناطق کشتزاری مانند کشتزارهای هویج که نیازمند زنبورها برای گرده افشانی است، شود.
شکوفه دانه‌های روغنی ریپ منبع اصلی شهد گل برای زنبورهای عسل می‌باشد. مصرف‌کنندگان عمده بذر کانولا ژاپن، مکزیک، چین و پاکستان هستند و این امر در حالی است که عمده روغن کانولا و فرآورده‌های آن به ایالات متحده منتقل می‌شود و مقدار کمتری از همین حجم (حجم ارسالی به آمریکا) توسط کشتی به مکزیک، چین و اروپا صادر می‌شود.
تولیدات جهانی حاصله از دانه روغنی ریپ در فصول سال‌های ۲۰۰۲ تا ۲۰۰۳ چیزی حدود ۱۴ میلیون تن بود. پیش‌بینی می‌شد که در فصول سال‌های ۲۰۱۰ تا ۲۰۱۱ این تولیدات جهانی به حدود ۵۸٫۴ میلیون تن برسد. ایالات متحده آمریکا یکی از مصرف‌کنندگان اصلی روغن کانولا با برآورد حدود ۳ بیلیون پوند در سال ۲۰۱۰ بود که ۲٫۵ بیلیون پوند آن از کانادا وارد شده بود. سازمان اصلی برآورد مکانیزم قیمت جهانی تجارت کانولا، شرکت ICE کانادا می‌باشد.
اکنون دانه روغنی گیاهی ریپ در مبادلات تجاری euronext داد و ستد می‌شود.

## روغن کانولا
روغن کانولا با استفاده از کمی حرارت و سپس شکستن دانه به دست می‌آید. اگرچه همهٔ درجه تجاری روغن کانولا هست و بعد توسط هگزان آن را تصفیه می‌کنند. سرانجام روغن خام تصفیه و خالص می‌شود توسط پاشش آب و اسیدهای آلی و بانچینگ توسط خاک رس و توسط تقطیر با بخار بو زدایی می‌شود. حدود ۴۳٪ از دانه روغن به دست می‌آید. و باقی ماندهٔ آن که کنجاله کلزا هست به عنوان یک غذای با کیفیت برای دام استفاده می‌شود. ۲۲٫۶۸ کیلوگرم (۵۰ پوند) از کلزا حدود ۱۰ لیتر (۲٫۶۴ گالن آمریکا) روغن کانولا می‌دهد.
روغن کانولا یک مادهٔ کلیدی در بسیاری از موادغذایی هست.
به عنوان یک روغن سالم و سلامتی بخش معرفی شده و در بازارهای سراسر جهان تقاضای زیادی دارد. و در مجموع سومین روغن نباتی معروف درجهان هست.
این روغن جهت مصارف غیر غذایی نیز زیاد استفاده می‌شود و اغلب جایگزین منابع غیرقابل تجدید پذیر در محصولات مختلف شامل صنعت لوبریکانت (گریس)- سوخت زیستی - شمع سازی - رژ لب‌ سازی - جوهر مجله و روزنامه ها. روغن کانولا هم چنین توسط جامعه آمریکا برای پزشکی باروری به عنوان حفظ باروری بانوان استفاده می‌شود.
میانگین دانسیته روغن کانولا ۰٫۹۲ گرم در میلی لیتر هست.

## اطلاعات سلامتی
مقدار اسید چرب اشباع روغن کانولا کم است و شامل هر دو اسید چرب امگا۶و امگا۳ در نسبت۲به۱ هست. هم چنین دانسیته لیپوئید و سطح کلسترول خون را کاهش می‌دهد. به عنوان یک منبع قابل توجه از اسید چرب امگا۳ است. و با کاهش همه عوامل مرگ و میر قلبی و عروقی در ارتباط هست. همچنین روغن کانولا به علت اینکه کلسترول خون را به مقدار زیادی کاهش می‌دهد، از سازمان غذا و داروی آمریکا کیفیت سلامتی بالایی را گرفته‌ است.
| ترکیب              | خانواده | % از کل |
| ------------------ | ------- | ------- |
| اسید اولیک         | ω-۹     | ۶۱٪     |
| اسید لینولئیک      | ω-۶     | ۲۱٪     |
| آلفا لینولنیک اسید | ω-۳     | ۱۱٪ ۹٪  |
| چربی اشباعs        |         | ۷٪      |
| پالمیتیک اسید      |         | ۴٪      |
| اسید استاریک       |         | ۲٪      |
| چربی ترانس         |         | ۰٫۴٪    |

## مشکل اسید اروسیک
روغن کلزا وحشی (یا دانهٔ کلزای اولیه (وحشی)) حاوی مقدار قابل توجهی از اسید اروسیک بود که به عنوان یک سم شناخته می‌شود. رقم مورد استفاده در تجارت حاوی کمتر از ۲٪ اسید اروسیک هست. برخی معتقدند که این مقدار برای انسان مضر نیست و مصرف این دانه روغنی که اصطلاح ژنتیکی شده، اثری بر روی سلامتی انسان ندارد. اگرچه شایعاتی منتشر شد که روغن کانولا می‌تواند مشکلاتی برای سلامتی ایجاد کند، اما برخی معتقدند که دلیلی وجود ندارد که روغن کانولا برای سلامتی خطر و ریسک به همراه دارد.
و آن را در اشکال و غذاهای مختلف استفاده می‌کنند و توسط سازمان غذا و داروی آمریکا امن شناخته شده.
و در فرهنگ چینی ها و هندی‌ها روغن کلزا هزاران سال مورد استفاده قرارگرفته‌است اما در شکل طبیعی خودش ممکن است تأثیر متفاوتی روی سلامتی داشته باشد.

## جستجو و تحقیق
| روغن‌های گیاهی                        | روغن‌های گیاهی      | روغن‌های گیاهی              | روغن‌های گیاهی                  | روغن‌های گیاهی                  | روغن‌های گیاهی                  | روغن‌های گیاهی     | روغن‌های گیاهی                       |
| نوع                                  | اسید چرب اشباع شده | اسیدهای چرب اشباع نشده منو | اسیدهای چرب اشباع نشده چندگانه | اسیدهای چرب اشباع نشده چندگانه | اسیدهای چرب اشباع نشده چندگانه | اسید اولئیک (ω-۹) | نقطه دود                            |
| نوع                                  | اسید چرب اشباع شده | اسیدهای چرب اشباع نشده منو | کل چندگانه                     | آلفا لینولنیک اسید (ω-۳)       | اسید لینولئیک (ω-۶)            | اسید اولئیک (ω-۹) | نقطه دود                            |
| غیر هیدروژنه کردن                    | غیر هیدروژنه کردن  | غیر هیدروژنه کردن          | غیر هیدروژنه کردن              | غیر هیدروژنه کردن              | غیر هیدروژنه کردن              | غیر هیدروژنه کردن | غیر هیدروژنه کردن                   |
| ------------------------------------ | ------------------ | -------------------------- | ------------------------------ | ------------------------------ | ------------------------------ | ----------------- | ----------------------------------- |
| کانولا (کلزا)                        | ۷٫۳۶۵              | ۶۳٫۲۷۶                     | ۲۸٫۱۴۲                         | ۹-۱۱                           | ۱۹-۲۱                          | —                 | ۴۰۰ درجه فارنهایت (۲۰۴ درجه سلسیوس) |
| روغن نارگیل                          | ۹۱٫۰۰              | ۶٫۰۰۰                      | ۳٫۰۰۰                          | —                              | ۲                              | ۶                 | ۳۵۰ درجه فارنهایت (۱۷۷ درجه سلسیوس) |
| روغن ذرت                             | ۱۲٫۹۴۸             | ۲۷٫۵۷۶                     | ۵۴٫۶۷۷                         | ۱                              | ۵۸                             | ۲۸                | ۴۵۰ درجه فارنهایت (۲۳۲ درجه سلسیوس) |
| روغن پنبه‌دانه                        | ۲۵٫۹۰۰             | ۱۷٫۸۰۰                     | ۵۱٫۹۰۰                         | ۱                              | ۵۴                             | ۱۹                | ۴۲۰ درجه فارنهایت (۲۱۶ درجه سلسیوس) |
| روغن بزرک                            | ۶–۹                | ۱۰–۲۲                      | ۶۸–۸۹                          | ۵۶–۷۱                          | ۱۲–۱۸                          | ۱۰–۲۲             | ۲۲۵ درجه فارنهایت (۱۰۷ درجه سلسیوس) |
| روغن زیتون                           | ۱۴٫۰۰              | ۷۲٫۰۰                      | ۱۴٫۰۰                          | <1.۵                           | ۹–۲۰                           | —                 | ۳۸۰ درجه فارنهایت (۱۹۳ درجه سلسیوس) |
| روغن نخل                             | ۴۹٫۳۰۰             | ۳۷٫۰۰۰                     | ۹٫۳۰۰                          | —                              | ۱۰                             | ۴۰                | ۴۵۵ درجه فارنهایت (۲۳۵ درجه سلسیوس) |
| روغن بادام زمینی                     | ۱۶٫۹۰۰             | ۴۶٫۲۰۰                     | ۳۲٫۰۰۰                         | —                              | ۳۲                             | ۴۸                | ۴۳۷ درجه فارنهایت (۲۲۵ درجه سلسیوس) |
| روغن گلرنگ (>۷۰% اسید لینولئیک)      | ۸٫۰۰               | ۱۵٫۰۰                      | ۷۵٫۰۰                          | —                              | —                              | —                 | ۴۱۰ درجه فارنهایت (۲۱۰ درجه سلسیوس) |
| گلرنگ (اولیک بالا)                   | ۷٫۵۴۱              | ۷۵٫۲۲۱                     | ۱۲٫۸۲۰                         | —                              | —                              | —                 | ۴۱۰ درجه فارنهایت (۲۱۰ درجه سلسیوس) |
| روغن سویا                            | ۱۵٫۶۵۰             | ۲۲٫۷۸۳                     | ۵۷٫۷۴۰                         | ۷                              | ۵۰                             | ۲۴                | ۴۶۰ درجه فارنهایت (۲۳۸ درجه سلسیوس) |
| روغن آفتابگردان (>۶۰% اسید لینولئیک) | ۱۰٫۱۰۰             | ۴۵٫۴۰۰                     | ۴۰٫۱۰۰                         | ۰٫۲۰۰                          | ۳۹٫۸۰۰                         | ۴۵٫۳۰۰            | ۴۴۰ درجه فارنهایت (۲۲۷ درجه سلسیوس) |
| روغن آفتابگردان (اولیک بالا)         | ۹٫۸۵۹              | ۸۳٫۶۸۹                     | ۳٫۷۹۸                          | —                              | —                              | —                 | ۴۴۰ درجه فارنهایت (۲۲۷ درجه سلسیوس) |
| هیدروژنه کردن کامل                   |                    |                            |                                |                                |                                |                   |                                     |
| روغن پنبه‌دانه                        | ۹۳٫۶۰۰             | ۱٫۵۲۹                      | .۵۸۷                           |                                | .۲۸۷                           |                   |                                     |
| روغن نخل                             | ۴۷٫۵۰۰             | ۴۰٫۶۰۰                     | ۷٫۵۰۰                          |                                |                                |                   |                                     |
| روغن سویا (هیدروژنه)                 | ۲۱٫۱۰۰             | ۷۳٫۷۰۰                     | .۴۰۰                           | .۰۹۶                           |                                |                   |                                     |
| عددها بر پایه (%) وزن کلی چربی است.  |                    |                            |                                |                                |                                |                   |                                     |

کانولا (۴ متیل ۲و۶ دی متوکسی فنول یا ۴ وینیل سیرینگول) یک ترکیب فنولی است که نشان دهندهٔ خاصیت آنتی‌اکسیدانی درروغن خام کانولا است.

### سوخت زیستی
ازآنجا که روغن کانولا اصلاح شده توکسین ویاسم پایین‌تری نسبت به روغن کلزا دارد، روغن کانولا یک منبع امیدبخش برای سوخت زیستی از روغن طبیعی و به عنوان یکی از تجدید شدنی‌ها به جای سوخت فسیلی است.

## مشکلات اصلاح ژنتیکی
مهندسی ژنتیکی که روی کلزا انجام شد باعث شد که بتواند علف کش‌ها را تحمل کند و برای اولین بار د رسال ۱۹۹۵ به کانادا معرفی شد.
در سال ۲۰۰۹، ۹۰٪ از محصولات کشاورزی کانادا به علف کش‌ها مقاوم بودند.
در سال ۲۰۰۵، ۸۷٪ از کانولایی که در آمریکا رشد می‌کرد اصلاح ژنتیکی شده بودند.
یک مطالعه در سال۲۰۱۰ در شمال داکوتا انجام شد که ۸۰٪ ژن گیاهان کلزای طبیعی به مقاوم‌اند. و تعداد کمی هم به هر دو علف کش مقاوم‌اند. orglyphosateor glufosinate).
فرار از گیاهان اصلاح ژنتیکی این نگرانی را افزایش می‌دهد که مقاومت کلزای وحشی نسبت به علف کش‌ها افزایش پیدا می‌کند. که می‌تواند مدیریت این گیاهان که از علف کش‌ها استفاده می‌کنند را مشکل‌تر کند.
با این حال یکی از محققان معتقد است که؛ بیشتر این کانولاها نمونه‌هایشان در کنار جاده است که به احتمال قوی از بار کامیون‌هایی که دانه‌های اصلاحی دارند پخش شده و کنار جاده رشد کرده‌است.
او همچنین اشاره می‌کند که نتایج یافته‌های اصلاح ژنتیکی کانولا ممکن است که تورش دار باشد چون نمونه‌های آن‌ها فقط در کنار جاده‌ها وجود دارد.

## مشکلات قانونی
کلزای اصلاح شده ژنتیکی به یک نقطه برای مشاجره و جنجال و نبرد قانونی تبدیل شده. دریک مورد با مشخصات بالا (mansato کانادا درمقابلschmeiser) شرکت monsato از شرکت percy schmeiser برای نقض حق ثبت اختراع شکایت کرد. بعد از اینکه او دوباره دانهٔ کانولا را کاشت، در زمان برداشت متوجه شد که کانولایی که مقاوم به علف کش بود و توسط monsato اختراع شده بود آلوده بود و آن را به عنوان تنها گیاه مقاوم رد کردند. دیوان عالی کشور که پررسی ثبت اختراع monsato را نقض کرده چون آگاهانه دوباره دانه مقاوم را کاشت جایی که او براشت شده بود هم چنین موجب تحمیل هزینهٔ بیش از ۲۰۰۰۰۰ $ به schmeiser شد. اما لازم نبود به schmeiser خسارت بپردازد. از آنجا که از این حضور بهره مالی نبود. در ۱۹ مارس ۲۰۰۸ شرکت schmeiser و monsato کانادا در خارج از دادگاه به یک توافق رسیدند به موجب این توافق شرکت monsato بایدهزینهٔ پاک کردن از آلودگی را بپردازد که مبلغ آن ۶۶۰$ بود.
در سال ۲۰۰۳ تکنولوژی تنظیم ژن استرالیا یک کانولا اصلاح شده را انتشار داد که مقاوم هست به آمونیوم glufosinate که یک علف کش هست. معرفی محصول اصلاح شدهٔ ژنتیکی به استرالیا مناقشات زیادی را در پی داشت.
کانولا سومین محصول بزرگ استرالیا است و غالباً گندم به عنوان یک محصول برای استراحت زمین و به منظور بهبود کیفیت خاک توسط کشاورزان استفاده می‌شود.
در سال ۲۰۰۸ محصولات اصلاح شده ژنتیکی در استرالیا فقط کانولا و پنبه و میخک صدپر است.